# ピカ☆イチ
『ピカ☆イチ』は、原作・持田あき、作画・槙ようこによる日本の漫画作品。漫画雑誌『ARIA』（講談社）にて2010年9月号（創刊号）から2013年3月号まで連載された。単行本は全7巻。前述の通り本編の作画は槙であるが、単行本の巻末おまけページの作画は持田が担当している。

## 概説

### 制作の背景
持田と槙は実の姉妹であり、両名ともデビュー以来、集英社『りぼん』で活躍してきた。講談社『ARIA』創刊に先立って、編集部が姉の槙に新連載の依頼を持ちかけたところ、槙から「できれば妹（持田）と一緒に」という要望を付けられ、編集部はその場で姉妹合作による連載を快諾した。本作以降は『Cookie』（集英社）でも持田原作、槙作画の合作「zen zen」が連載されている。

### 制作過程
ストーリーやキャラクター設定は持田が考える。ストーリーの案を大まかに槙に伝え、2人で打ち合わせをし、大体固まったら担当者も交えて、打ち合わせが行われる。ネームも持田が担当し、そのネームを基に槙が下絵からペン入れ、仕上げまでの作画を槙が行う。

## あらすじ
一、常に人のために　一、友を大切にする　一、正々堂々とする
名門校・愛種高校の校訓にいたく感激し、入学を決めた生徒が2人いた。勉強もスポーツも至って「普通」の成績、空気なみに存在感の薄い普通すぎる鈴木花子と鈴木太郎だ。念願の学園生活は相変わらず地味なまま、2人も面識のないまま、誰にも覚えられずに2学期を迎えていた。
何か人のためになることをしたい、このまま冴えない学園生活を送るだけでいいのか、思い悩んでいた花子と太郎は偶然、体育館で男子生徒がリンチに遭っているところを目撃、愛する学園内に、成績最下位の者を上位者たちがイジメてストレスを発散するという冷酷な蹴落としゲームがあることを知ってしまう。
正義を貫くためには、まず自分が変わらなければならない。悪しき風習をやめさせるため、2人は大変身する。

## 登場人物
※ 愛種高校の生徒の中で成績上位30位以内の者は「特進クラス」に入ることができる。
担当声優はドラマCD版のもの。

### W鈴木
鈴木 花子（すずき はなこ）
誕生日：7月30日。星座：獅子座。血液型：O型。身長：164cm。
声 - 花澤香菜
主人公。1年B組。元は非常に地味な少女で、入学して5カ月経っても、同じクラスの隣の席の生徒にさえ顔も名前も覚えられていなかった。愛種高校の校訓に心底惚れており、落ち込みそうになるとすぐに生徒手帳を見て心を静める。元はおかっぱ頭で眼鏡をかけていたが、変身後は髪を金髪に染め、長いエクステンションを付け、コンタクトレンズに変えている。制服のスカートも短くし、派手なスカジャンを着ている。校内の成績は301人中151位だったが、その後は28位に上がっている。
鈴木 太郎（すずき たろう）
誕生日：9月14日。星座：乙女座。血液型：A型。身長：170cm。
声 - 岡本信彦
もう1人の主人公。1年B組。元は非常に地味な少年で、入学して5カ月経っても、担任の教師にさえ存在を認識してもらえず、「登校拒否の生徒」と思われるほどだった。校訓のように強く優しい男が理想。元は眼鏡をかけ、真ん中分けの髪形をしていたが、変身後はコンタクトレンズに変え、髪型もラフな感じに崩している。本人はまだ自覚していないが、花子に恋心を抱いている様子。校内の成績は301人中150位だったが、その後は24位に上がっている。任侠映画のスター俳優・暁に憧れている。

### W鈴木の関係者
村瀬（むらせ）
誕生日：7月21日。星座：蟹座。血液型：O型。
声 - 置鮎龍太郎
愛種高校の男性養護教師。愛種高校中、最初から花子と太郎の存在を認識していた唯一の人物で、花子と太郎も含めて校内の生徒全員の顔と名前を把握しているという。花子と太郎の向こう見ずな行動を危惧しながらも、必要最低限以上の口出しはせず、2人を影ながら見守っている。
真中 光輝（まなか こうき）
誕生日：5月3日。星座：牡牛座。血液型：B型。
声 - 下野紘
1年E組。校内で最下位の成績を取ってしまい、イジメのターゲットにされていた。花子と太郎に助けられ、2人を見習って、逃げるだけの自分を改める。2人の仲間になってからは地味なキャラから脱却し、髪型をパンクスタイルに変えるなど大幅なイメージチェンジを図っている。その後の試験では、必死で勉強した結果、成績は301人中100位に上がっている。
伊吹 幾（いぶき まもる）
誕生日：2月24日。星座：魚座。血液型：AB型。
声 - 豊崎愛生
2学期に1年A組に転校してきた美少女。幼い頃から芸能界で活動していたらしいが、アイドルとしては全く売れていない。所属事務所の方針により、「秀才キャラ」として売り出すため、必死で勉強して入学したものの、校内での成績は下から2番目で、次のイジメのターゲットにされることを恐れていた。イジメのルール撤廃を願い、花子と太郎の仲間になったが、その後の成績も301人中292位と芳しくない。

### 道玄とその関係者
道玄 直治（どうげん なおじ）
誕生日: 1月29日。星座：水瓶座。血液型：B型。
声 - 櫻井孝宏
愛種高校の理事長の息子。成績は常にトップ。外国でスキップしており、すでに大学に入る資格があるらしいが、とりあえず籍を置いている。集団イジメの首謀者だが、実は彼自身も親（理事長）との確執があり、愛種高校の現状に不満を抱いているらしい。花子に興味を持つ。
三園 了（みその りょう）
声 - 斎賀みつき
道玄の腹心。

## 書誌情報
- 持田あき・槙ようこ 『ピカ☆イチ』 講談社〈ARIAコミックス〉 全7巻
  1. 2011年3月7日発売、ISBN 978-4-06-380501-7（カラー扉絵を収録した特装版：ISBN 978-4-06-364856-0）
  2. 2011年4月7日発売、ISBN 978-4-06-380506-2（カラー扉絵及びキャラクター初期設定小冊子が付いた特装版：ISBN 978-4-06-364861-4）
  3. 2011年10月7日発売、ISBN 978-4-06-380539-0
  4. 2012年3月7日発売、ISBN 978-4-06-380561-1（CD付き特装版：ISBN 978-4-06-358388-5）
  5. 2012年7月6日発売、ISBN 978-4-06-380580-2
  6. 2012年11月7日発売、ISBN 978-4-06-380598-7
  7. 2013年4月5日発売、ISBN 978-4-06-380622-9